# شادية عبد الحميد
شادية عبد الحميد (2 نوفمبر 1965 -)، ممثلة مصرية.

## مسيرتها
مثلت العديد من المسلسلات وبعض الأفلام، اشتهرت من خلال دور نبيلة في مسلسل النساء قادمون، اعتزلت في عام 2003، إلا أنها عادت بعام 2008 ثم أختفت مجددًا لتعود بعام 2016 وذلك بسبب قلة العروض عليها بعد أن أرتدت الحجاب.

## من أعمالها

### المسلسلات
- لعبة نيوتن.
- السبع بنات.
- زواج بدون ازعاج.
- الحفار.
- ترويض الشرسة.
- سلمى يا سلامة.
- النساء قادمون.
- حكايات زوج معاصر.
- الوهم.
- بنات الثانوية.

## روابط خارجية
- شادية عبد الحميد على موقع الدهليز
- شادية عبد الحميد على موقع قاعدة بيانات الأفلام العربية